# أوليغ أوزينوف
أوليغ فيتشسلافوفتش أوزينوف (بالروسية: Олег Вячеславович Ужинов، يلفظ أوليگ ڤيچسلاڤوڤچ أوژينوڤ) هو رسام رسوم متحركة وكاتب سيناريو روسي.
ولد في 13 فبراير 1968.
تعد ماشا والدب من أبرز الأفلام أو المسلسلات التي عمل فيها.

## طالع كذلك
- أوليغ كوزوفكوف

## روابط خارجية
- أوليغ أوزينوف على موقع IMDb (الإنجليزية)
- أوليغ أوزينوف على موقع قاعدة بيانات الفيلم (الإنجليزية)